# インガー・ミラー
インガー・ミラー（Inger Miller、1972年6月12日 - ）は、アメリカ合衆国の陸上競技選手。1996年アトランタオリンピックの金メダリストである。ロサンゼルス出身。

## 経歴
ミラーは、1990年代から2000年代前半にかけて活躍した短距離選手である。この時代のアメリカには有力な女性スプリンターが多くいた中で、ミラーは1996年アトランタオリンピックの代表となり、4×100mリレーではクリスティ・ゲインズ、ゲイル・ディバース、グウェン・トーレンスとともに金メダルを獲得。また、世界選手権でも、1999年のセビリアで行われた世界選手権の200mの金メダル、100mの銀メダルを含め、金銀メダルを2つずつ獲得した。
ミラーは、ハイスクールに通っていた1988年、校内の大会の200mで3位となったことから陸上をはじめた。ミラーの父親はジャマイカ人で、1968年メキシコシティーオリンピック男子100m銀メダル、1972年ミュンヘンオリンピック同銅メダルのレノックス・ミラーである。

## 自己ベスト
- 100m - 10秒79 (1999年)
- 200m - 21秒77 (1999年)
- 400m - 52秒76 (1994年)

## 主な実績
| 年   | 大会                     | 場所                       | 種目         | 結果      | 記録   |
| ---- | ------------------------ | -------------------------- | ------------ | --------- | ------ |
| 1996 | オリンピック             | アトランタ(アメリカ合衆国) | 200m         | 4位       | 22秒41 |
| 1996 | オリンピック             | アトランタ(アメリカ合衆国) | 4×100mリレー | 1位       | 41秒95 |
| 1997 | 世界陸上選手権           | アテネ(ギリシャ)           | 100m         | 5位       | 11秒18 |
| 1997 | 世界陸上選手権           | アテネ(ギリシャ)           | 200m         | 5位       | 22秒52 |
| 1997 | 世界陸上選手権           | アテネ(ギリシャ)           | 4×100mリレー | 1位       | 41秒47 |
| 1998 | IAAFグランプリファイナル | モスクワ(ロシア)           | 100m         | 3位       | 11秒15 |
| 1999 | 世界陸上選手権           | セビリヤ(スペイン)         | 100m         | 2位       | 10秒79 |
| 1999 | 世界陸上選手権           | セビリヤ(スペイン)         | 200m         | 1位       | 21秒77 |
| 1999 | 世界陸上選手権           | セビリヤ(スペイン)         | 4×100mリレー | 4位       | 42秒30 |
| 1999 | IAAFグランプリファイナル | ミュンヘン(ドイツ)         | 200m         | 3位       | 22秒64 |
| 2001 | 世界陸上選手権           | エドモントン(カナダ)       | 200m         | 3位（sf） | 22秒82 |
| 2001 | 世界陸上選手権           | エドモントン(カナダ)       | 4×100mリレー | -         | DQ     |
| 2003 | 世界陸上選手権           | パリ(フランス)             | 4×100mリレー | 2位       | 41秒83 |

- sfは準決勝